# Kreis Düren
Der Kreis Düren ist ein deutscher Kreis im Westen von Nordrhein-Westfalen im Regierungsbezirk Köln. In dem zwischen Aachen und Köln gelegenen Kreis leben über 278.000 Menschen. Durch den 941,37 km² großen Kreis fließt die Rur.
Die größte von insgesamt 15 Kommunen ist die namensgebende Stadt Düren mit gut 95.000 Einwohnern, gefolgt von Jülich mit rund 32.000 Einwohnern, das früher selbst Zentrum eines Kreises war. Der heutige Kreis Düren entstand 1972 nach einer Kommunalreform durch das Aachen-Gesetz.
Als Landrat ist seit 1999 Wolfgang Spelthahn im Amt, der am dem 8. November 2024 durch die Bezirksregierung Köln vorläufig des Dienstes enthoben wurde. Er gehört der CDU an, die seit 1972 fast durchgehend die stärkste Partei im Kreistag ist.
Kulturell hat der Kreis Düren Museen zu Papier, Töpferei, Kunst und Geschichte zu bieten. Konzerte und andere Veranstaltungen finden unter anderem in der Arena Kreis Düren, auf Burg Nideggen und im Jülicher Brückenkopf-Park statt. Außerdem sorgen die Annakirmes als großes Volksfest in Düren und der Karneval jedes Jahr für Unterhaltung.
Neben Burgen und Sakralbauten sind zahlreiche weitere Baudenkmäler im Kreis Düren zu finden. Zur Naherholung bieten sich weitläufige Waldgebiete im Nationalpark Eifel, das Naturschutzgebiet Drover Heide, mehrere Parkanlagen und die Wege entlang der Rur an.
Wirtschaftlich ist der Kreis Düren von der Papierindustrie, dem Maschinenbau und dem Braunkohle-Tagebau mit all seinen Folgen im Strukturwandel geprägt. Als moderne Entwicklung kommt Energie aus Wasserstoff hinzu. Mit dem Forschungszentrum Jülich liegt eine der größten Forschungseinrichtungen Deutschlands im Kreisgebiet. Als Verkehrsmittel und Wege stehen der RurUfer-Radweg, das ÖPNV-Netz mit Rurtalbus und Rurtalbahn sowie mehrere Autobahnen und Bundesstraßen zur Verfügung.

## Geografie

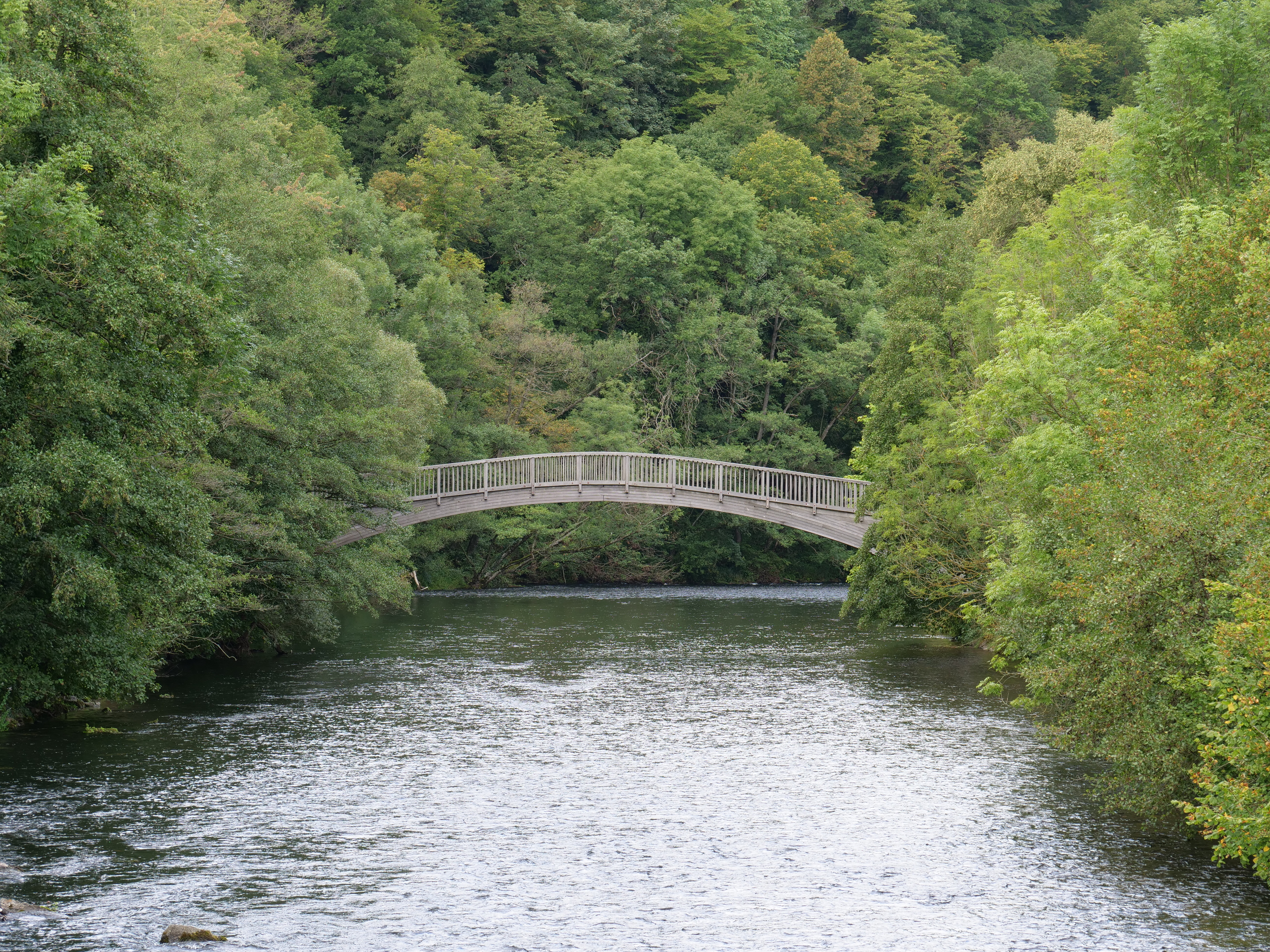
Rur im Waldgebiet zwischen Nideggen-Brück und Heimbach

### Geografische Lage
Der Kreis Düren liegt im westlichen Rheinland zwischen den Großstädten Aachen und Köln. Im Norden erstreckt sich die zur Niederrheinischen Bucht gehörende Jülich-Zülpicher Börde und im Süden beginnt die Eifel. Durch den Kreis fließt von Süd nach Nord die Rur.

### Nachbarkreise
Der Kreis Düren grenzt, im Westen beginnend im Uhrzeigersinn, an die Städteregion Aachen, an den Kreis Heinsberg, den Rhein-Kreis Neuss, den Rhein-Erft-Kreis, den Kreis Euskirchen.

### Flächennutzung
Das Kreisgebiet umfasst eine Fläche von 94.137 Hektar oder 941,37 km². Mehr als die Hälfte der Fläche wird laut Kommunalprofil von der Landwirtschaft genutzt. Gut ein Fünftel ist mit Wald bedeckt, womit der Anteil größer ist als die gesamte Verkehrs- und Siedlungsfläche.
| Flächennutzung im Kreis Düren           | Flächennutzung im Kreis Düren | Flächennutzung im Kreis Düren |
| Nutzungsart                             | Fläche in ha                  | Anteil                        |
| --------------------------------------- | ----------------------------- | ----------------------------- |
| Landwirtschaftsfläche                   | 52121                         | 55,4 %                        |
| Waldfläche                              | 19900                         | 21,1 %                        |
| Gebäude- und Freifläche, Betriebsfläche | 7993                          | 8,5 %                         |
| Verkehrsfläche                          | 6034                          | 6,4 %                         |
| Abbauland                               | 4711                          | 5,0 %                         |
| Wasserfläche                            | 1511                          | 1,6 %                         |
| Erholungsfläche, Friedhofsfläche        | 1422                          | 1,5 %                         |
| Moore, Heide, Unland                    | 313                           | 0,3 %                         |
| Flächen anderer Nutzung                 | 132                           | 0,1 %                         |

## Städte und Gemeinden
Der Kreis Düren setzt sich aus fünf Städten und zehn weiteren Gemeinden zusammen. Die größte Stadt im Kreis ist die Stadt Düren, die mit gut 90.000 Einwohnern als große kreisangehörige Stadt einzuordnen ist, gefolgt von Jülich, das eine mittlere kreisangehörige Stadt ist.
Die folgende Liste zeigt alle Orte im Kreis Düren mit den Einwohnerzahlen auf dem Stand vom 31. Dezember 2023
| Name        | Einwohner | Fläche     | Einw./km² | Status                         | AGS        |
| ----------- | --------- | ---------- | --------- | ------------------------------ | ---------- |
| Aldenhoven  | 014.252   | 044.25 km² | 0322      | kreisangehörige Gemeinde       | 05 358 004 |
| Düren       | 094.354   | 085.00 km² | 1110      | große kreisangehörige Stadt    | 05 358 008 |
| Heimbach    | 00.4501   | 064.96 km² | 0069      | kreisangehörige Stadt          | 05 358 012 |
| Hürtgenwald | 00.9155   | 088.05 km² | 0104      | kreisangehörige Gemeinde       | 05 358 016 |
| Inden       | 00.7627   | 035.92 km² | 0212      | kreisangehörige Gemeinde       | 05 358 020 |
| Jülich      | 034.618   | 090.39 km² | 0383      | mittlere kreisangehörige Stadt | 05 358 024 |
| Kreuzau     | 018.187   | 041.73 km² | 0436      | kreisangehörige Gemeinde       | 05 358 028 |
| Langerwehe  | 014.912   | 041.46 km² | 0360      | kreisangehörige Gemeinde       | 05 358 032 |
| Linnich     | 013.529   | 065.43 km² | 0207      | kreisangehörige Stadt          | 05 358 036 |
| Merzenich   | 010.519   | 037.92 km² | 0277      | kreisangehörige Gemeinde       | 05 358 040 |
| Nideggen    | 010.841   | 065.04 km² | 0167      | kreisangehörige Stadt          | 05 358 044 |
| Niederzier  | 015.022   | 063.46 km² | 0237      | kreisangehörige Gemeinde       | 05 358 048 |
| Nörvenich   | 011.889   | 066.21 km² | 0180      | kreisangehörige Gemeinde       | 05 358 052 |
| Titz        | 00.9064   | 068.51 km² | 0132      | kreisangehörige Gemeinde       | 05 358 056 |
| Vettweiß    | 00.9992   | 083.15 km² | 0120      | kreisangehörige Gemeinde       | 05 358 060 |
|             | 278.462   | 941.48 km² | 0296      | Kreis Düren                    | 05 358     |

(Einwohnerzahlen vom 31. Dezember 2023)

## Geschichte

### Geschichte bis 1971
Auf dem Gebiet des heutigen Kreis Düren waren im Laufe der Geschichte die Römer, die Franken sowie die Grafen und Herzöge von Jülich an der Macht. 1794 fiel es an die Franzosen und wurde Teil des Département de la Roer.
Die preußische Regierung bildete 1816 die damaligen Landkreise. Der erste Kreis Düren entstand aus den ehemaligen französischen Kantonen Düren und Froitzheim sowie Teilen der Kantone Eschweiler, Kerpen und Linnich. Dazu gehörten außer der Stadt Düren die Gemeinden Langerwehe und Weisweiler sowie 22 Bürgermeistereien. Parallel entstand der Kreis Jülich aus 19 Bürgermeistereien. Beide Kreise gehörten zum Regierungsbezirk Aachen in der Provinz Jülich-Kleve-Berg. In den folgenden Jahrzehnten kam es zu mehreren Änderungen der Kreisgebiete.

### Geschichte seit 1972
Am 1. Januar 1972 trat eine umfangreiche Kommunalreform nach dem Aachen-Gesetz in Kraft. Der Kreis Jülich wurde aufgelöst und Teil des neuen Kreises Düren. Heimbach aus dem bisherigen Kreis Schleiden sowie Schmidt und Vossenack aus dem bisherigen Kreis Monschau kamen ebenfalls neu hinzu. Heimbach und Schmidt wurden Teil der Kommune Nideggen. Bezüglich Heimbach wurde die Entscheidung am 4. August 1972 vom Oberverwaltungsgericht aufgehoben, Vossenack wurde durch das Aachen-Gesetz der neu gebildeten Gemeinde Hürtgenwald. Einige Gemeinden wie Weisweiler gingen vom Kreis Düren an die Stadt Eschweiler.
Ebenfalls 1972 wurde der Regierungsbezirk Aachen aufgelöst und der Kreis Düren kam zum Regierungsbezirk Köln.
Am 1. Januar 1975 trat eine weitere Gebietsreform nach dem Köln-Gesetz in Kraft. Dabei wurden die Ortsteile Wissersheim, Pingsheim und Dorweiler von Erftstadt nach Nörvenich im Kreis Düren umgegliedert.
Am 25. Mai 2009 erhielt der Kreis den von der Bundesregierung verliehenen Titel „Ort der Vielfalt“.
Im November 2021 gab Landrat Spelthahn bekannt, dass der Kreis in Rurkreis Düren-Jülich umbenannt werden solle. Am 7. Dezember 2021 stimmte der Kreistag Düren mit großer Mehrheit für die Namensänderung. Aus dem Protest von Bürgern entstand ein Bürgerbegehren gegen die Umbenennung, bei dem bis Ende März rund 13.000 Unterschriften gesammelt wurden. Der Kreistag entschied sich am 19. Mai dafür, einen Bürgerentscheid durchzuführen, und nahm die Entscheidung zur Umbenennung nicht zurück. Der Bürgerentscheid wurde am 18. August 2022 ausgezählt und ergab eine Mehrheit von 83 % Ja-Stimmen für die Beibehaltung des bisherigen Namens.

### Einwohnerentwicklung
Der Kreis Düren hatte nach der großen Kommunalreform 1972 zum Jahresende 237.706 Einwohner. Den bisherigen Höchstwert gab es Ende 2004 mit 272.936 Einwohnern. In den folgenden Jahren sank die Zahl auf aktuell 264.638 Menschen. Die Bevölkerungsdichte beträgt damit 281 Einwohner je km². Im Sommer 2020 stellte der Kreis Düren eine „Wachstumsoffensive“ vor. Demnach soll die Einwohnerzahl bis 2025 auf 300.000 Menschen steigen.
Etwa die Hälfte der Einwohner sind nach Angaben im Kommunalprofil von 2015 über 50 Jahre alt und 16,8 % unter 18 Jahre alt. Knapp 10 % der Einwohner sind dort als „nichtdeutsch“ aufgeführt. In den Jahren 2009 bis 2015 gab es jeweils ein Geburtendefizit mit Werten zwischen 673 und 1048.
Die meisten neuen Einwohner zogen aus den benachbarten Großstädten Aachen und Köln sowie aus Eschweiler und Kerpen nach Düren; dorthin zogen umgekehrt auch die meisten Menschen aus Düren.
| Die zur Anzeige dieser Grafik verwendete Erweiterung wurde dauerhaft deaktiviert. Wir arbeiten aktuell daran, diese und weitere betroffene Grafiken auf ein neues Format umzustellen. (Mehr dazu)Einwohnerentwicklung von Kreis Düren |

## Religion

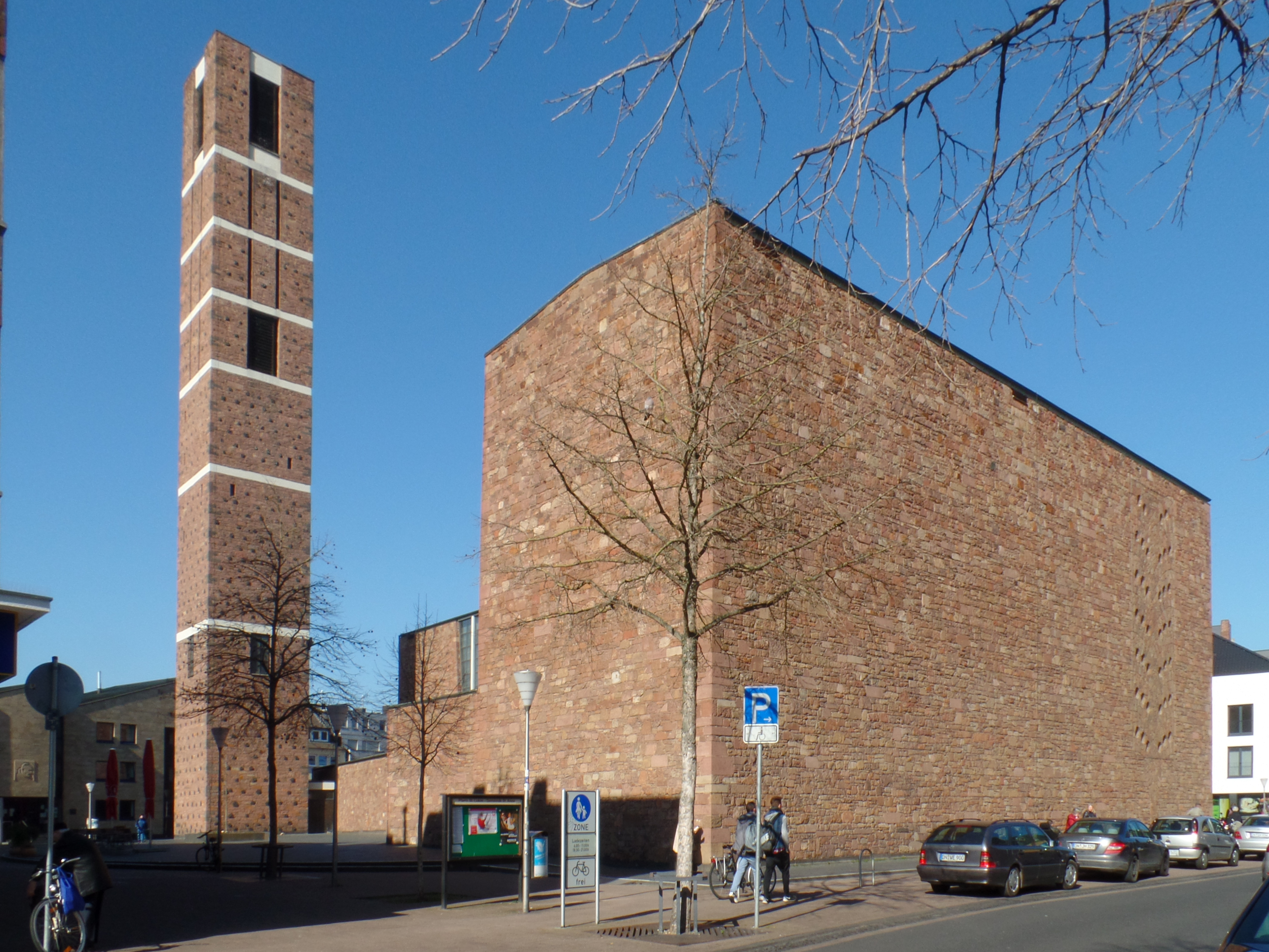
St. Anna Düren

### Katholische Kirche
Die Katholiken bilden die größte Glaubensgemeinschaft im Kreis Düren. Etwa 52 % der Einwohner waren 2011 laut Zensus katholisch. In der Stadt Düren sind sie in drei Gemeinschaften der Gemeinden (GdG) organisiert: St. Lukas, St. Franziskus und St. Elisabeth.

### Evangelische Kirche
Die Protestanten im Kreis Düren bilden gut 13 % der Bevölkerung. Die Evangelische Gemeinde zu Düren umfasst weite Teile des Kreises.

### Islam
Die Fatih-Moschee in Düren ist das bekannteste muslimische Gotteshaus im Kreis. Sie wird von DİTİB verwaltet.

### Judentum
Es gab zwei Synagogenbezirke im Gebiet des Kreises Düren, nämlich den Synagogenbezirk Düren und den Synagogenbezirk Jülich. Die heutigen Juden sind in der Jüdischen Gemeinde Aachen organisiert.

## Politik

### Kreistag
Der Kreistag vertritt die Bürger im Kreis Düren. Das Gremium hat repräsentative Aufgaben und ist für die politische Verwaltung zuständig. Die rechtliche Grundlage für die Arbeit des Kreistags bildet die Kreisordnung für das Land Nordrhein-Westfalen. Der Landrat ist zugleich Vorsitzender des Kreistages und hat das gleiche Stimmrecht wie jedes andere Mitglied.
Im Dürener Kreistag sind in der aktuellen Wahlperiode (2020–2025) 62 Politiker aus acht Parteien vertreten. Bei der Kommunalwahl am 13. September 2020 wurde die CDU mit 25 Mandaten stärkste Partei. Die SPD hat 15 Sitze und die Grünen haben neun Sitze. Die AfD kommt auf vier und die FDP und die UWG auf jeweils drei Mandate. Außerdem sind
zwei Abgeordnete der Linkspartei und ein Abgeordneter der Piraten vertreten, die bis zum 20. April 2023 eine gemeinsame Fraktion bildeten. Seit dem 24. April 2024 verstärkt der ehemalige Vertreter der Piraten die CDU-Fraktion. CDU und Grüne planen die Fortsetzung der schwarz-grünen Koalition. In der vorherigen Wahlperiode gab es die erste Koalition dieser beiden Parteien.
Seit der kommunalen Neugliederung in Folge des Aachen-Gesetzes gab es zehn Kreistagswahlen. Dabei wurde die CDU außer 1989 immer die stärkste Partei. Die SPD verlor gegenüber den 1970er und 1980er Jahren zuletzt gut zehn Prozentpunkte. Die FDP war von 1975 bis 2014 immer im Kreistag vertreten, bis ihre Reserveliste wegen formaler Fehler nicht zur Wahl 2014 zugelassen wurde. 1984 kamen die Grünen erstmals in den Kreistag, dem sie seitdem durchgehend angehören. Seit 1999 ist Die Linke (früher PDS) vertreten. 2004 gelangte erstmals eine UWG in den Kreistag. 2009 war die NPD einmalig vertreten. Seit 2014 gehören die Piraten und die AfD dem Kreistag an.
| Jahr | CDU         | SPD         | FDP       | Grüne      | Linke     | JÜL/UWG   | NPD       | Piraten   | AfD       |
| --- | ----------- | ----------- | --------- | ---------- | --------- | --------- | --------- | --------- | --------- |
| 1975 | 55,6 %      | 39,4 %      | 5,0 %     |            |           |           |           |           |           |
| 1979 | 53,9 %      | 40,7 %      | 5,2 %     |            |           |           |           |           |           |
| 1984 | 48,2 %      | 40,3 %      | 5,2 %     | 6,3 %      |           |           |           |           |           |
| 1989 | 42,9 % / 24 | 44,6 % / 25 | 6,5 % / 3 | 6,0 % / 3  |           |           |           |           |           |
| 1994 | 45,7 % / 25 | 42,1 % / 23 | 4,0 % / 2 | 8,1 % / 4  |           |           |           |           |           |
| 1999 | 52,6 % / 28 | 35,9 % / 19 | 3,6 % / 2 | 5,3 % / 3  | 1,4 % / 1 |           |           |           |           |
| 2004 | 52,2 % / 28 | 28,9 % / 16 | 5,5 % / 3 | 8,0 % / 4  | 2,9 % /2  | 2,3 % / 1 |           |           |           |
| 2009 | 45,4 % / 25 | 27,0 % / 15 | 8,2 % / 4 | 9,3 % / 5  | 3,4 % / 2 | 4,3 % / 2 | 2,0 % / 1 |           |           |
| 2014 | 42,8 % / 25 | 30,4 % / 17 | 3,9 % / 0 | 9,9 % / 6  | 4,0 % / 2 | 3,9 % / 2 |           | 2,6 % / 1 | 2,4 % / 1 |
| 2020 | 41,0 % / 25 | 25,2 % / 15 | 4,4 % / 3 | 15,0 % / 9 | 2,6 % / 2 | 4,3 % / 3 |           | 1,1 % / 1 | 6,4 % / 4 |
| Ergebnisse auf eine Nachkommastelle gerundet; JÜL/UWG = Jülichs überparteiliche Liste/Unabhängige Wählergemeinschaft |             |             |           |            |           |           |           |           |           |

### Landräte und Oberkreisdirektoren

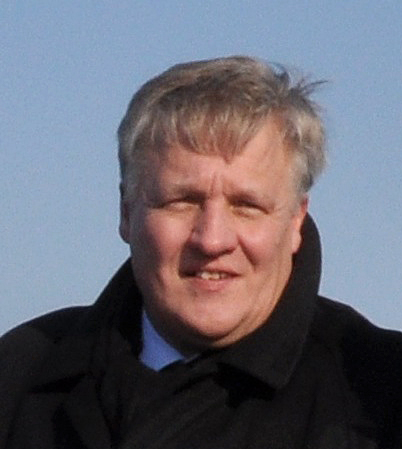
Landrat Wolfgang Spelthahn (2012)

Gewählt als Landrat des Kreises Düren ist seit 1999 der CDU-Politiker Wolfgang Spelthahn. Zuletzt wurde er bei der Wahl am 13. September 2020, die er mit 57,8 % der Stimmen (bei 55,9 % Wahlbeteiligung) gegen Rolf Hamacher (SPD) und Wolfgang Kochs (AfD) gewann, im Amt bestätigt. Er ist damit in der fünften Wahlperiode in Folge in dieser Funktion tätig.
Bis zur vorläufigen Suspendierung durch die Bezirksregierung Köln und der Ernennung Ferdinand Aßhoffs als Landesbeauftragten durch das für Kommunales zuständige Ministerium NRW im November 2024 war Spelthahn hauptamtlicher Landrat und leitete neben seinen repräsentativen Aufgaben die Kreisverwaltung sowie die Polizeibehörde des Kreises. Als Stellvertreter wurden nach der Kommunalwahl 2020 durch den neuen Kreistag Helga Conzen (CDU), Max Dichant (SPD) und Astrid Hohn (Grüne) gewählt. Sie haben jedoch nicht dieselbe Macht wie der Landrat. Einige Aufgaben übernimmt der Allgemeine Vertreter des Landrats. In dieser Funktion, die zuvor vom Kreisdirektor ausgeführt wurde, ist seit Anfang 2020 Peter Kaptain tätig.
Nach der Neugliederung des Kreises Düren 1972 war der seit 1964 amtierende Landrat Johannes Kaptain (CDU) noch bis 1989 im Amt. Sein Nachfolger wurde der SPD-Politiker Adolf Retz. Auch von 1994 bis 1999 war mit Manfred Lucas ein Sozialdemokrat in dieser Funktion tätig. Neben den Landräten gab es auch Oberkreisdirektoren. Im Kreis Düren übernahmen Gustav Innecken (1972–1981), Josef Hüttemann (1981–1997) und Annemarie Frage-Münch (1997–1999) dieses Amt. 1999 wurde Wolfgang Spelthahn erster hauptamtlicher Landrat im Kreis Düren, weil die Doppelspitze abgeschafft wurde.
Die Amtsinhaber vor 1972 sind im Artikel Kreis Düren (1816–1971) aufgeführt.

### Wappen und Logo
Das Wappen des Kreises Düren zeigt in der oberen Hälfte einen wachsenden Löwen, der aus dem Wappen der Herzöge von Jülich übernommen wurde, die früher die Stadt Düren mitregierten. Die untere Hälfte des Wappens ist blau. Darauf ist ein weißes Blatt Papier zu sehen, was auf die lange Tradition der Papierindustrie in Düren schließen lässt, die bereits aus dem 16. Jahrhundert überliefert wird. Auf dem weißen Blatt ist der Buchstabe „D“ abgebildet, der für Düren steht.

Logo des Kreises Düren seit März 2021

Seit März 2021 verwendet der Kreis Düren ein Logo, das den Strukturwandel in der Region repräsentieren soll. Die Farben in dem runden Logo stehen dabei für die Sonne (gelb), den Himmel (hellblau), die Städte (rot), die Landschaft (grün) und das Wasser (dunkelblau). Neben dem Logo steht das dazugehörige Motto „Kreis Düren – Seen und Entdecken“. Das Wortspiel deutet dabei auf die nach dem Ende des Tagebaus entstehenden Seen hin. Das vorherige Logo bestand aus einfachen blauen und gelben Wellenlinien und dem Motto „Kreis Düren … Wir machen das!“

### Partnerschaften
- Der Dorchester County im US-Bundesstaat Maryland ist seit 2005 Partnerkreis des Kreises Düren.[36]
- Mit dem Rajon Mytischtschi in der russischen Oblast Moskau pflegt der Kreis Düren seit 2011 eine Partnerschaft.[37]

## Kultur und Sehenswürdigkeiten

### Museen

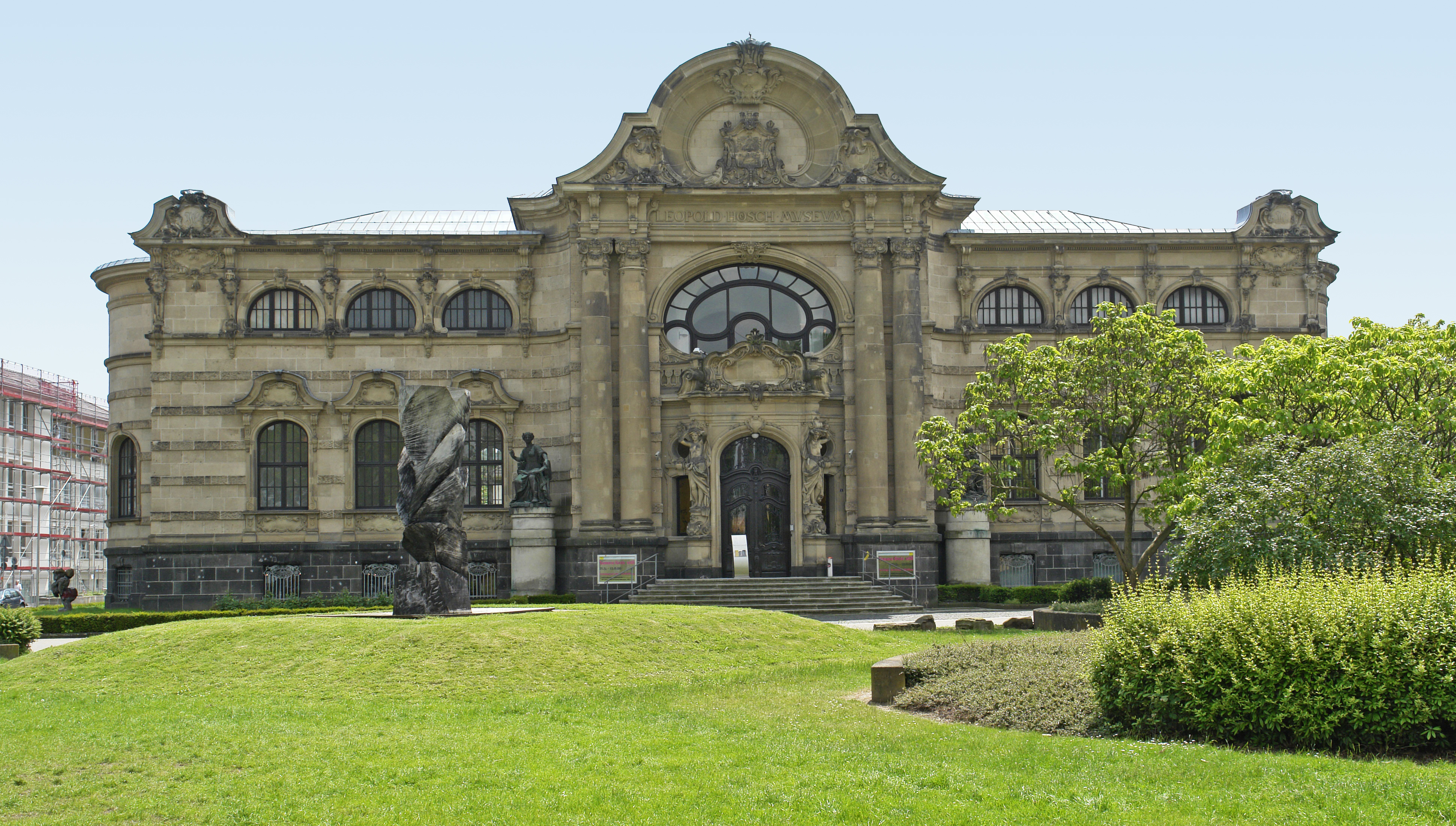
Leopold-Hoesch-Museum in Düren

Der Kreis Düren bietet Museen zu vielen unterschiedlichen Themen. Einige von ihnen verdeutlichen die Besonderheiten der jeweiligen Städte und Gemeinden. So zeigt das Papiermuseum Düren die für die Kreisstadt wichtige Industrie und im Töpfereimuseum Langerwehe sieht man das Handwerk, das die Gemeinde prägt. Ähnliches gilt für das Bergbaumuseum in Aldenhoven. Kunstwerke sind im Leopold-Hoesch-Museum in Düren sowie im deutschlandweit einzigartigen Deutschen Glasmalerei-Museum in Linnich zu sehen. Hinzu kommen diverse Museen mit historischen Themen; die bekanntesten sind das Burgenmuseum in Nideggen sowie das Museum Hürtgenwald 1944.

### Musik und Theater
Die Arena Kreis Düren ist eine multifunktionale Veranstaltungsstätte, in der neben Sport auch Konzerte und Comedy/Kabarett geboten werden. Weitere Veranstaltungsstätten in Düren sind das Haus der Stadt, das vor allem für Theateraufführungen genutzt wird, das Komm-Zentrum mit Kleinkunst und die Endart. In den Dürener Stadtteilen und den anderen Kommunen des Kreises gibt es weitere Festhallen und kleinere Veranstaltungsstätten.
Open-Air-Konzerte gibt es bei den Dürener Jazztagen, am Dürener Badesee, beim Festival „Bühne unter Sternen“ auf Burg Nideggen und bei diversen Stadtfesten und ähnlichen Veranstaltungen. Klassische Musik ist beim Festival Spannungen in Heimbach, bei den Schlosskonzerten in der Zitadelle Jülich und beim Konzertforum Cappella Villa Duria zu hören.

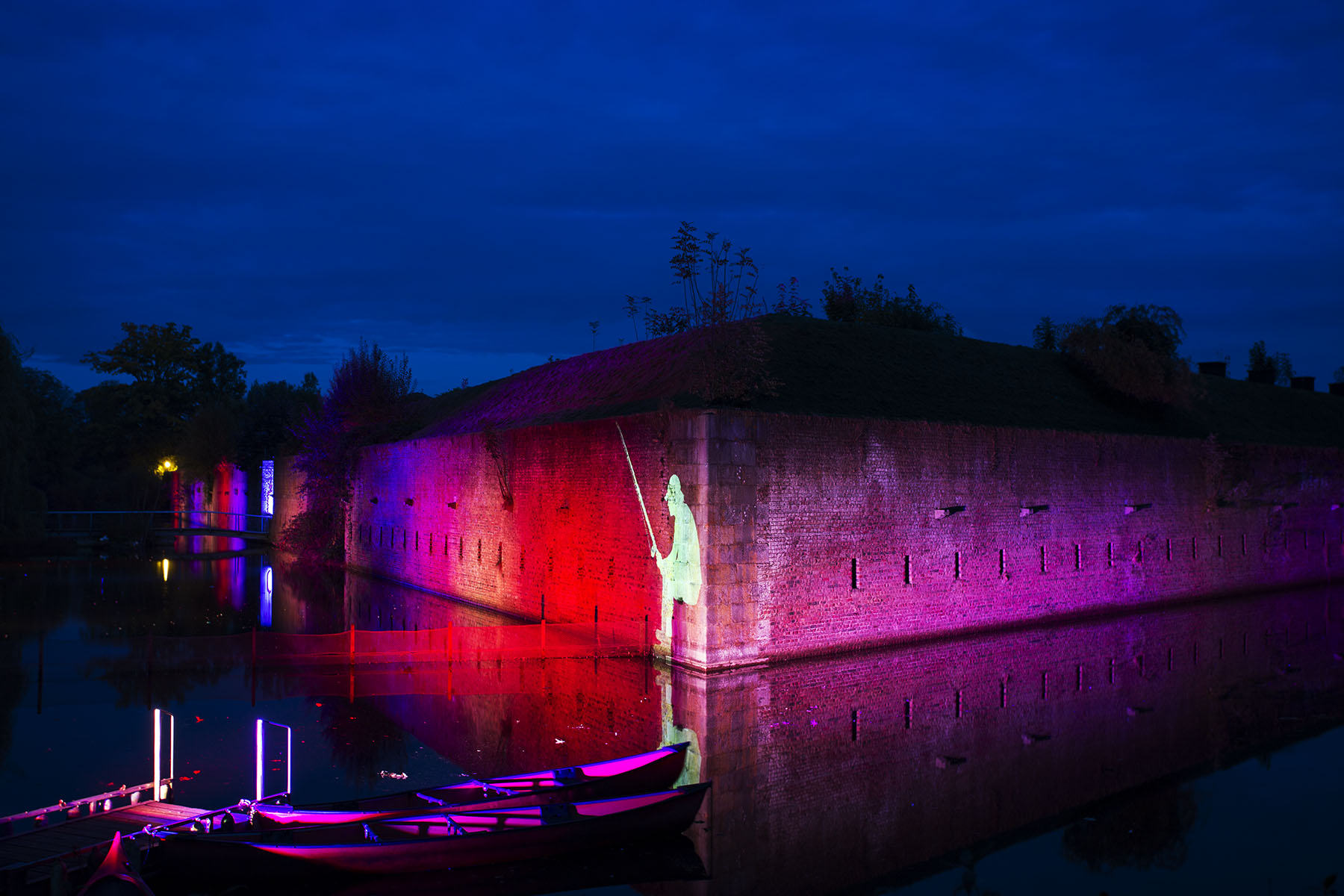
Herbstlicher im Brückenkopf-Park Jülich (2016)

### Regelmäßige Veranstaltungen
Die Annakirmes in Düren ist eines der größten Volksfeste Deutschlands. Düren ist auch als Stadt der Märkte bekannt und bietet neben Mai-, Herbst- und Weihnachtsmarkt auch einen Schlemmermarkt. Hinzu kommen das Stadtfest und die alljährliche Aktion „Düren leuchtet“.
Ein zentraler Veranstaltungsort in Jülich ist der Brückenkopf-Park. Dort finden u. a. das Epochen- und Historienfest, die Märchenträume und die Herbstlicher statt. Außerdem gibt es in Jülich jährlich einen Kunsthandwerkerinnenmarkt.
Wie im gesamten Rheinland spielt der Karneval eine wichtige Rolle. Neben dem größten Karnevalszug in Düren finden zahlreiche weitere Umzüge in den meisten Stadt- und Ortsteilen statt, die ebenso wie die Sitzungen von den Karnevalsgesellschaften vor Ort organisiert werden.

### Bauwerke

#### Burgen und Schlösser

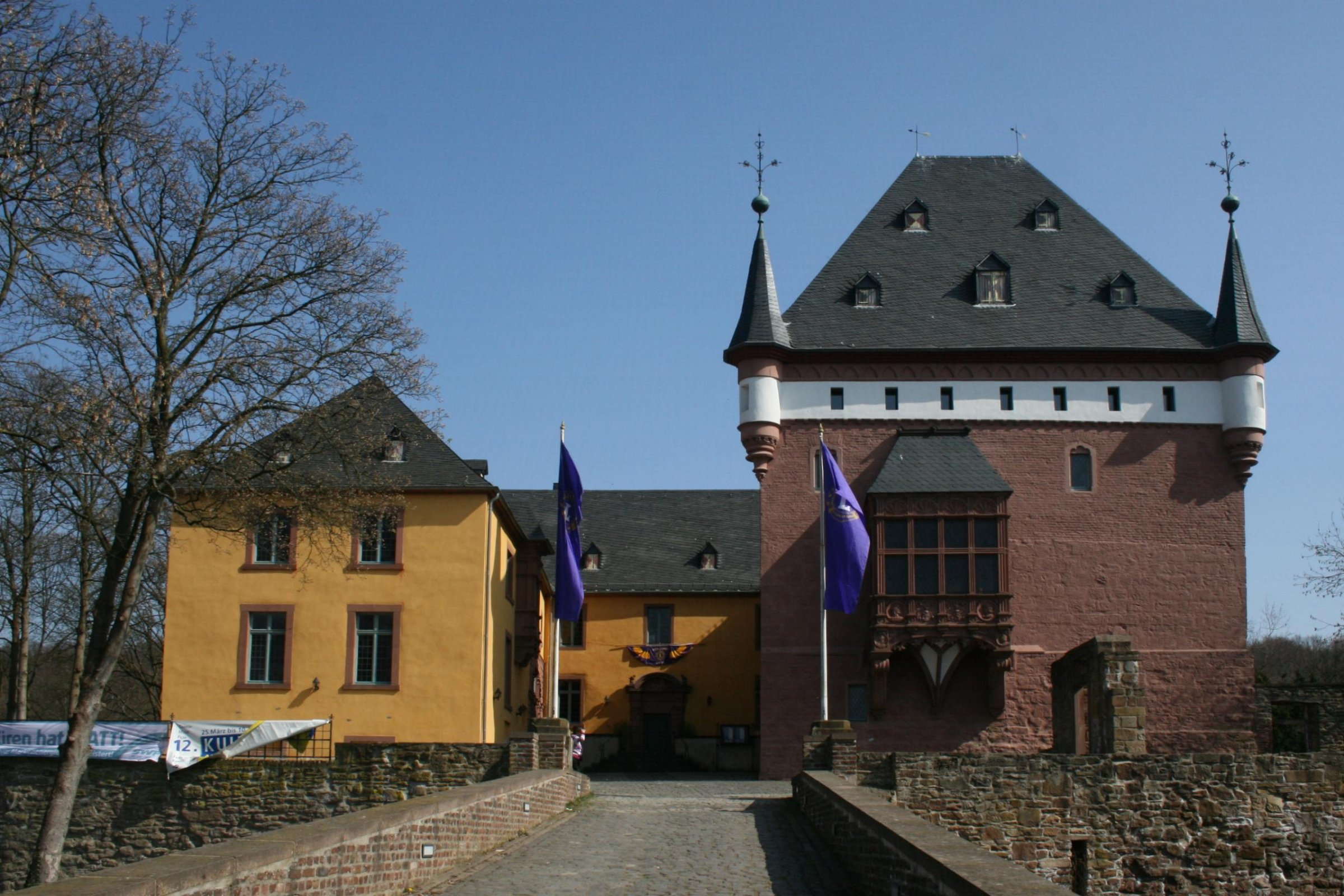
Schloss Burgau 2010
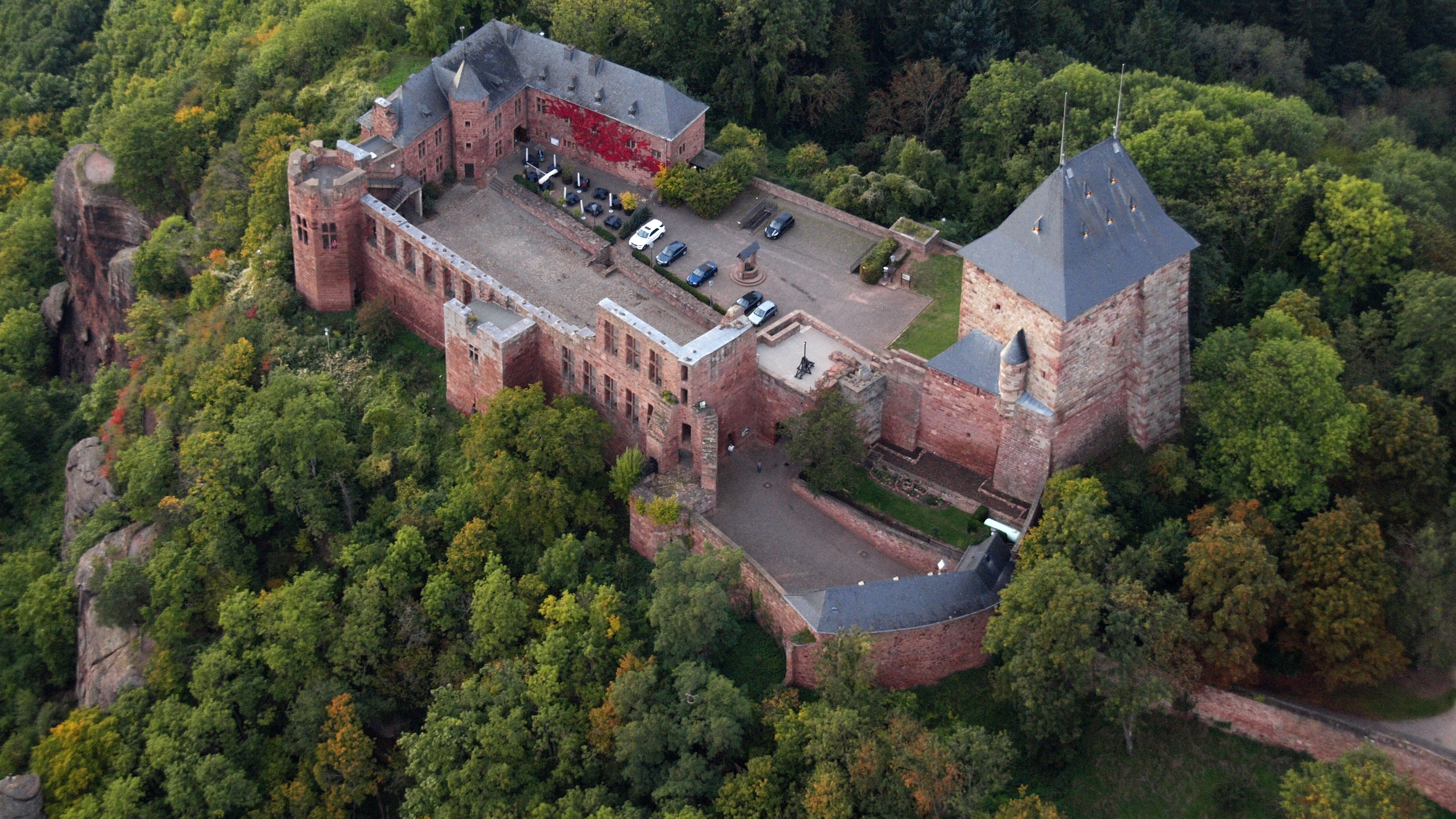
Burg Nideggen 2015
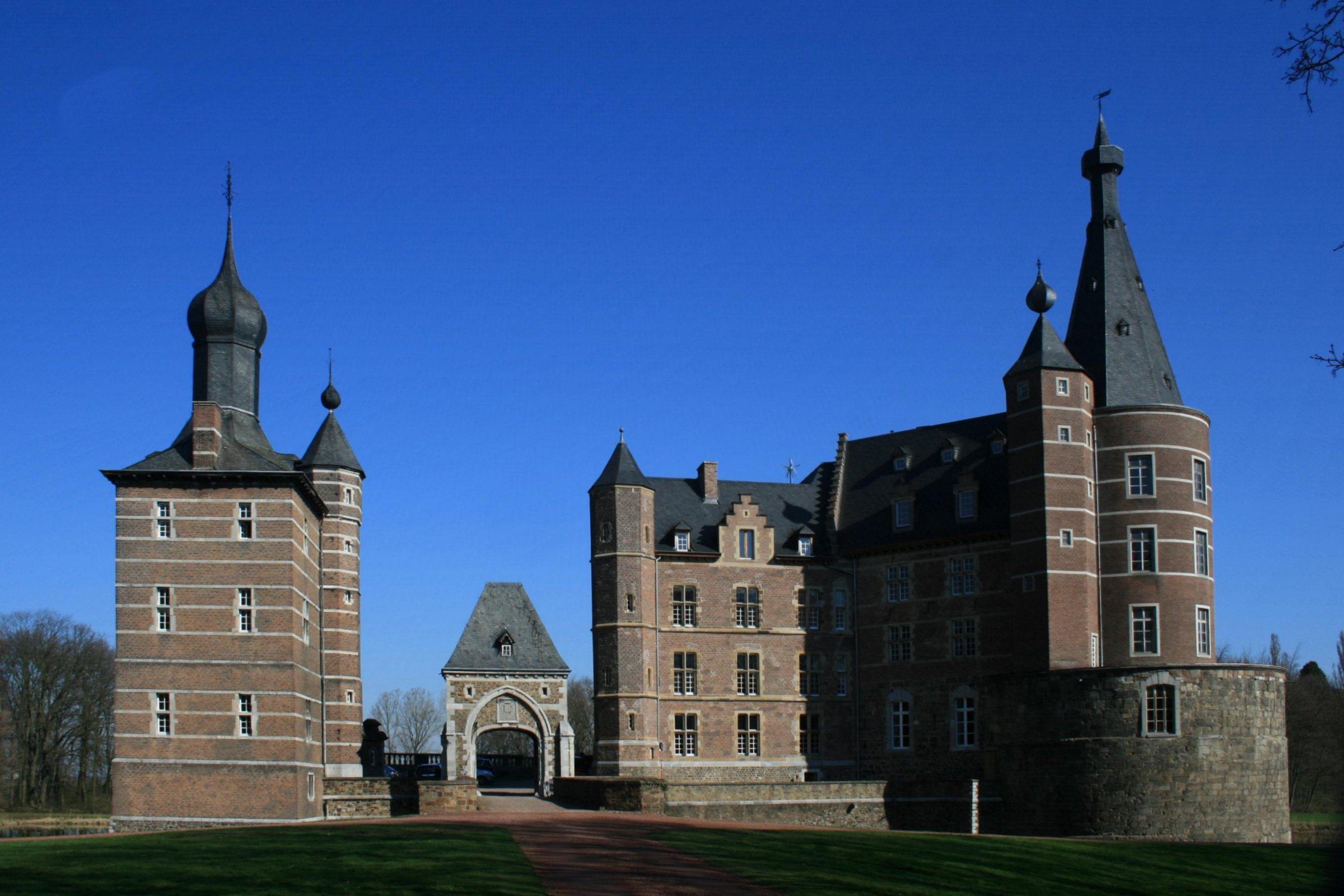
Schloss Merode 2010

Zu den bekanntesten Bauwerken und Sehenswürdigkeiten im Kreis Düren gehören die Burgen und ehemaligen Adelssitze. Das Schloss Burgau ist ein Wasserschloss in Düren-Niederau. Die Burg Nideggen bietet neben diversen Veranstaltungen und einem Sterne-Restaurant einen weiten Ausblick auf die Eifel. Das Schloss Merode ist unter anderem für seinen Weihnachtsmarkt bekannt.

#### Sakralbauten und Friedhöfe
Alle Orte im Kreis werden außerdem von ihren Kirchen und Kapellen geprägt. Die zentrale katholische Kirche in der Stadt Düren ist St. Anna. In Jülich steht die Kirche St. Mariä Himmelfahrt im Mittelpunkt. Die Protestanten  in Düren treffen sich in der Christuskirche. Als einziges jüdisches Gebetshaus im Kreis Düren ist die Synagoge Rödingen erhalten.
Allein in Düren gibt es 16 städtische Friedhöfe. Der größte davon ist der Neue Friedhof Düren-Ost. Auf dem Evangelischen Friedhof sind denkmalgeschützte Skulpturen zu sehen. Außerdem gibt es im Kreisgebiet insgesamt 24 (ehemalige) jüdische Friedhöfe.

#### Sonstige Bauwerke
Neben den Burgen und Sakralbauten sind zahlreiche weitere Baudenkmäler im Kreis Düren zu finden. Dazu gehören unter anderem Teile der Dürener Stadtbefestigung, Gebäude der LVR-Klinik Düren, die Abtei Mariawald, das Kraftwerk Heimbach, der Hexenturm Jülich, der Wasserturm in Merken und die Turmwindmühle Merzenich. Als Mahnmale dienen der „Flammenengel“ vor dem Rathaus und die Rückriem-Stelen in Düren und die Stolpersteine. Als modernes Bauwerk bietet der Indemann einen Ausblick von der Goltsteinkuppe.

### Parks und Naherholung

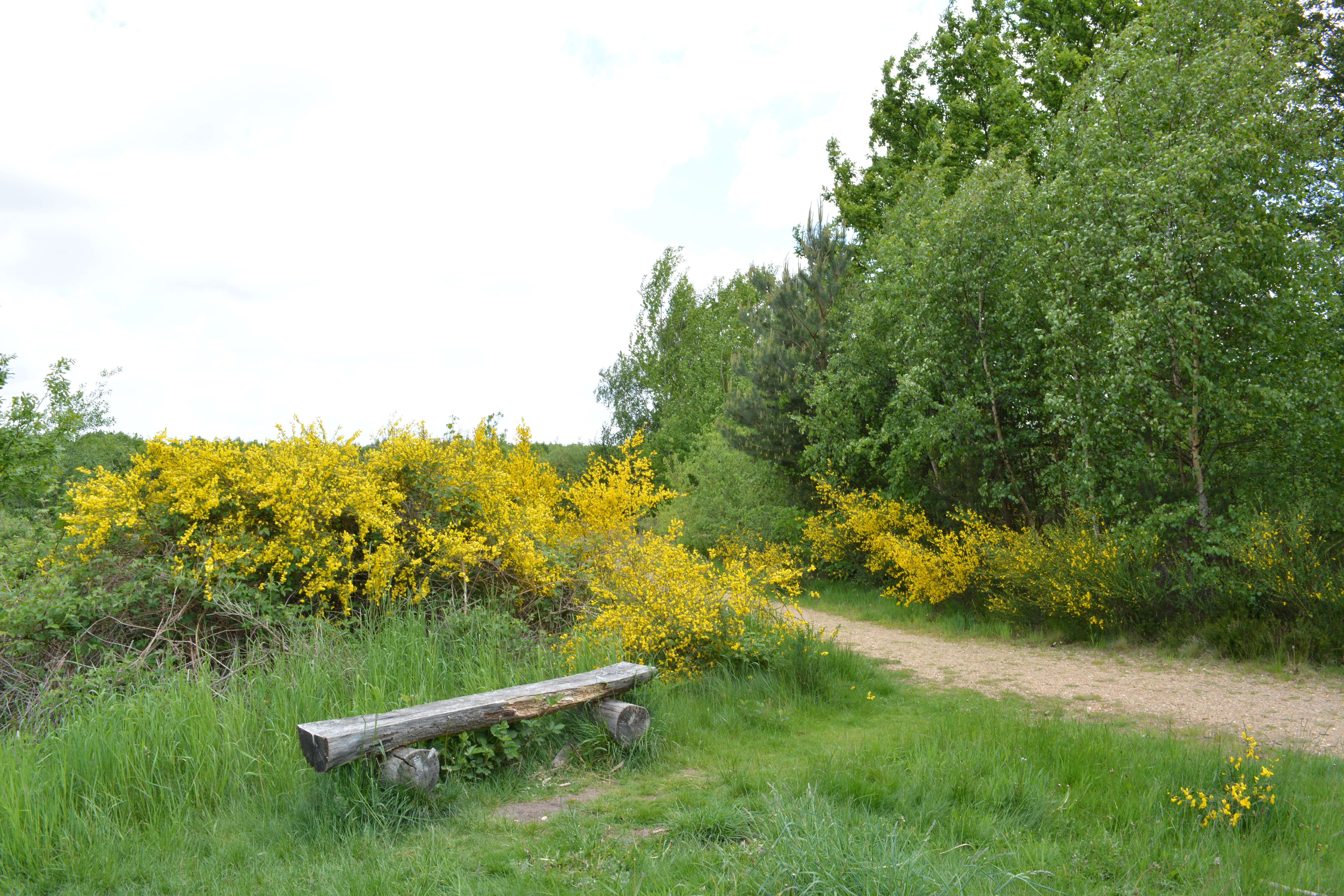
Drover Heide 2015
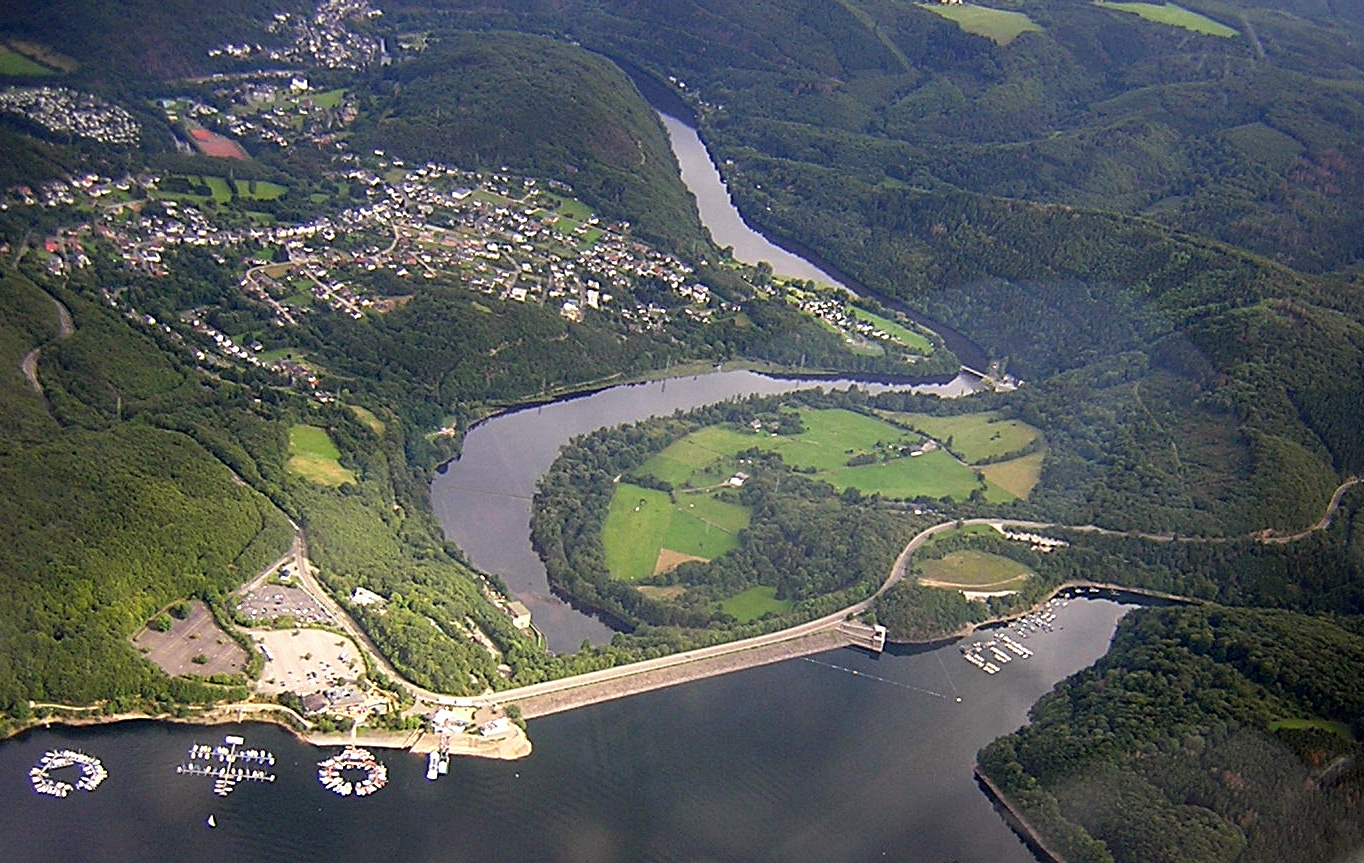
Rurtalsperre und Rur bei Heimbach
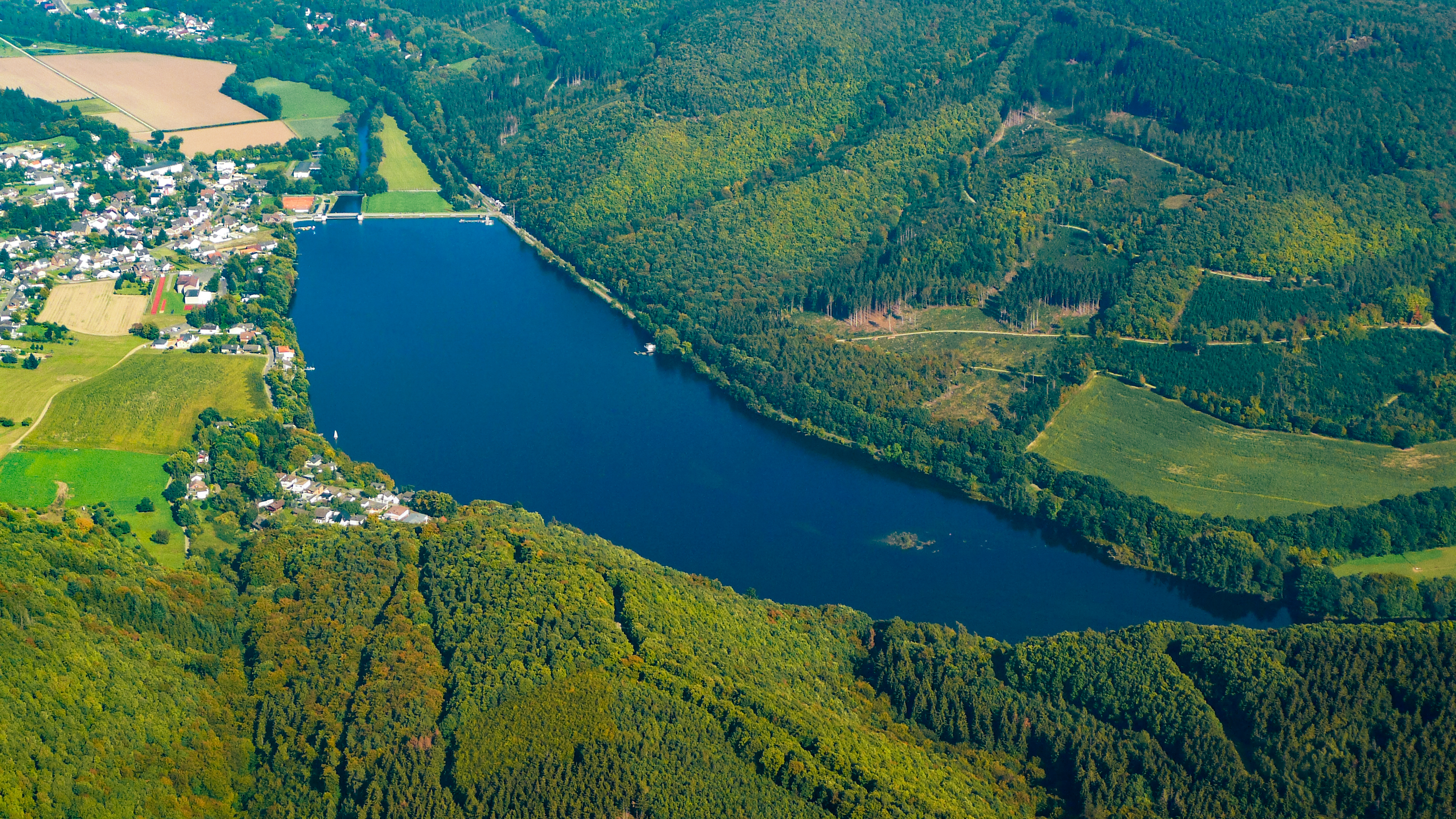
Stausee Obermaubach 2011
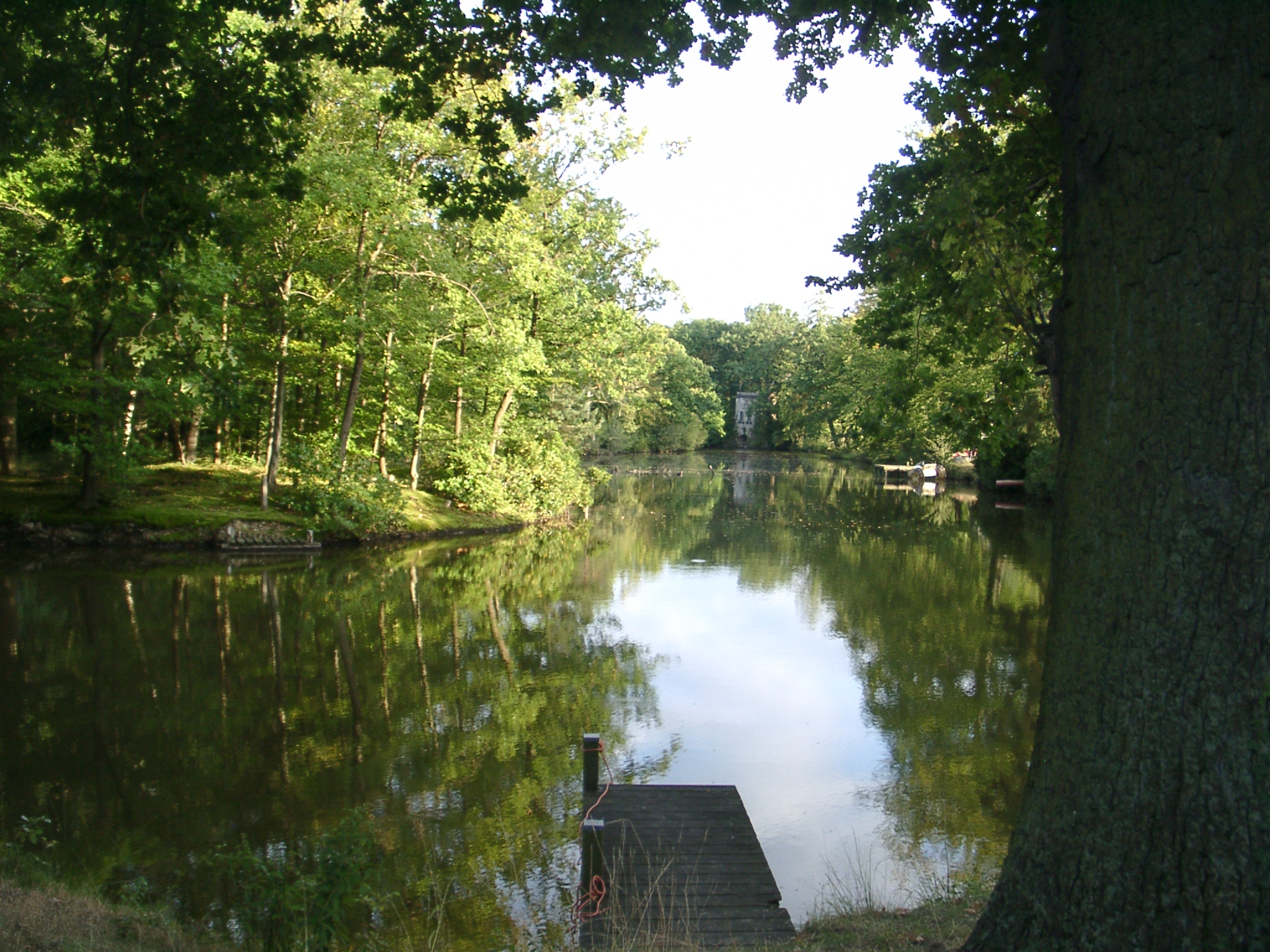
Schillingspark in Düren-Gürzenich 2008

Im Kreis Düren gibt es weitläufige Waldgebiete. Dazu gehören der Burgauer Wald im Süden der Stadt Düren, der durch die Schlacht bekannte Hürtgenwald und der Kermeter. Letzterer ist Teil des großen Naturschutzgebietes Nationalpark Eifel. Der Zugang erfolgt über die Nationalpark-Tore in Heimbach und Nideggen. Ein weiteres Naturschutzgebiet ist die Drover Heide, die sich in den Gemeinden Kreuzau und Vettweiß erstreckt. Insbesondere Vögel sind an den Buntsandsteinfelsen im Rurtal geschützt. Die Sophienhöhe bei Jülich entstand als Abraumhalde des Tagebaus.
Die bekanntesten Parkanlagen im Kreis sind der Stadtpark Düren, der Konrad-Adenauer-Park, der (selten zugängliche) Schillingspark sowie der Brückenkopf Jülich.
Am Ufer der Rur kann man mit dem Rad fahren und spazieren gehen. Entlang der Rur gibt es mehrere Stauseen und Talsperren. Im Kreisgebiet liegen der Stausee Obermaubach und der Lucherberger See sowie die Talsperren Rurtal, Urfttal und Wehebach. In Badeseen schwimmen kann man in Düren, Echtz, Barmen und Eschauel. Weitere Möglichkeiten zum Schwimmen gibt es in mehreren Frei- und Hallenbädern.
Heimbach ist seit 1974 ein staatlich anerkannter Luftkurort. Außerdem sind Vossenack und Simonskall haben seit 2002 eine Auszeichnung als Erholungsort.

## Wirtschaft und Infrastruktur
Im Zukunftsatlas belegte der Kreis Düren in der Ausgabe 2019 Platz 196 von 401 Landkreisen, Kommunalverbänden und kreisfreien Städten in Deutschland. Er verbesserte sich nach dem 285. Platz im Jahr 2013 und wird aktuell als Region mit „ausgeglichenen Chancen/Risiken“ eingestuft.
Die Papierindustrie spielt eine zentrale Rolle in der Geschichte der Stadt Düren. Im Kreis gibt es mehrere Unternehmen, die sich mit diesem Werkstoff beschäftigen und der Getränkekarton-Hersteller SIG Combibloc GmbH in Linnich ist eines der größten Unternehmen im Kreis. Laut Kommunalprofil von 2015 hat diese Branche den größten Anteil an Beschäftigten und beim Umsatz im verarbeitenden Gewerbe. Weitere bedeutende Wirtschaftszweige im Kreis Düren sind der Maschinenbau und die Metallverarbeitung. Das Unternehmen GKD – Gebr. Kufferath gehört mit seinen technischen Geweben zu den weltweit führenden Firmen in diesem Bereich.
Der Kreis Düren ist Teil des Rheinischen Braunkohlereviers. Nordöstlich von Niederzier liegt der Tagebau Hambach als größter Braunkohletagebau der Welt, auf der anderen Seite der weitgehend ausgekohlte Tagebau Inden. Der Kohleausstieg erfordert auch hier einen Strukturwandel. Dabei plant der Kreis Düren Wasserstoff als alternativer Energiequelle. Züge der Rurtalbahn sollen damit betrieben werden und auf der Merscher Höhe soll neben einem Solarpark eine Anlage zur Produktion von grünem Wasserstoff entstehen. Der Kreis Düren plant, bis 2035 die Klimaneutralität zu erreichen.
Der Süden des Kreises mit den Gemeinden Heimbach und Nideggen ist vom Tourismus in der Eifel geprägt.

### Medien

Radio Rur

Der lokale Zeitungsmarkt wird von Publikationen aus dem Medienhaus Aachen bedient. Die Lokalausgaben der Tageszeiten Aachener Nachrichten und Aachener Zeitung erscheinen im Südkreis als Dürener Nachrichten/Zeitung und im Nordkreis als Jülicher Nachrichten/Zeitung. Die Dürener Lokalausgaben erreichten 2019 eine Auflage von 16.500 Exemplaren, bei den Jülicher Ausgaben waren es gut 7.400 Exemplare.
Radio Rur ist der lokale, private Rundfunksender für den Kreis Düren. Der Sender erreicht bis zu 152.000 Hörer. Weitere Hörfunk-Beiträge aus der Region gibt es bei den Radiosendern des Westdeutschen Rundfunks. Im Fernsehen berichtet der WDR außerdem aus dem für die Region zuständigen Studio Aachen in der Sendung Lokalzeit.

### Öffentliche Einrichtungen

#### Medizinische Versorgung
Im Kreis Düren gibt es sieben Krankenhäuser und Kliniken. Dazu gehören das städtische Krankenhaus Düren, das St. Marien-Hospital in Birkesdorf, das St. Augustinus-Krankenhaus in Lendersdorf und das Medicenter mit der privaten Paulus-Klinik. Im Nordkreis gibt es das Krankenhaus Jülich und bis zum Frühjahr 2023 gab es das St. Josef-Krankenhaus Linnich. Die LVR-Klinik Düren dient als Fachklinik für Psychiatrie und Psychotherapie.

#### Feuerwehr, Polizei und andere Behörden
Die zentrale Rettungsleitstelle des Kreises Düren befindet sich in Kreuzau-Stockheim neben der Panzerstraße. Dort sind auch das Feuerwehrtechnische Zentrum und das Notfallbildungszentrum (NOBIZ) untergebracht.
Die Hauptfeuerwache der Dürener Feuerwehr befindet sich an der Brüsseler Straße neben der Bundesstraße 56, soll aber bis 2022 an die Veldener Straße umziehen. Neben dieser Feuerwehr mit hauptamtlichen Kräften gibt es in den anderen Kommunen des Kreises Freiwillige Feuerwehren.
Die Kreispolizeibehörde Düren verfügt über rund 460 Mitarbeiter, die an der Hauptwache der Polizei Düren sowie den Wachen Kreuzau und Jülich arbeiten. Laut der Kriminalitätsstatistik gab es 2019 im Kreis Düren 16.109 Straftaten und eine  Aufklärungsquote von 51,84 %. Die Zahl der Körperverletzungen, Diebstähle und Einbrüche ist demnach gesunken.
Der Kreis Düren ist eine Optionskommune und betreibt das Jobcenter job-com zur Grundsicherung für Arbeitssuchende mit Arbeitslosengeld II in alleiniger Trägerschaft der Kreisverwaltung. Die Arbeitslosenquote im Kreis Düren beträgt 4,2 %.

### Bildung und Forschung

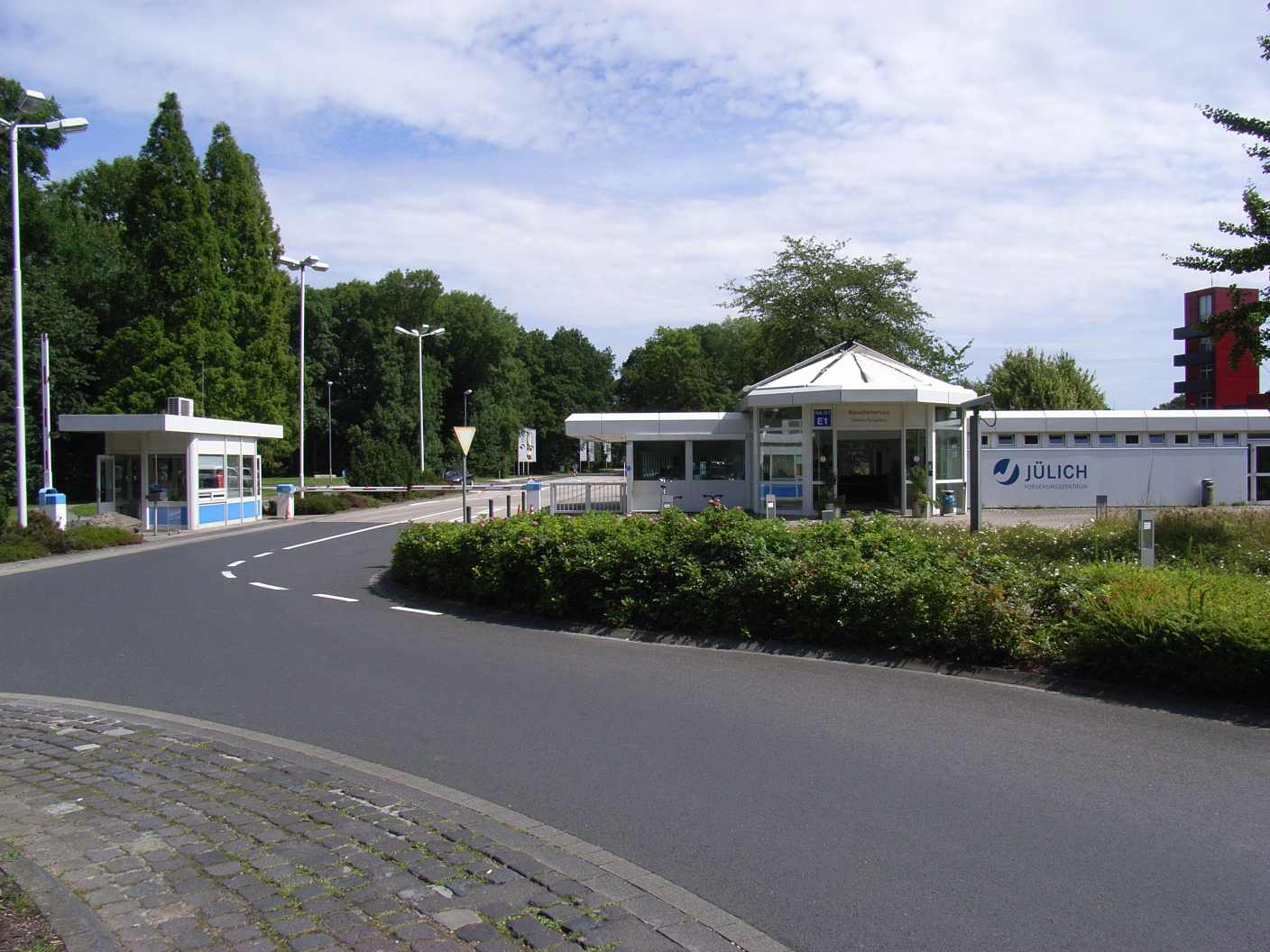
Forschungszentrum Jülich (2009)

In Düren gibt es fünf Gymnasien, drei Realschulen, jeweils zwei Hauptschulen und Gesamtschulen sowie insgesamt 19 Grundschulen. Weitere Schulen der Sekundarstufe II im Kreisgebiet sind die Gymnasien Zitadelle, Mädchengymnasium und Haus Overbach in Jülich, das Gymnasium Kreuzau, das Franziskus-Gymnasium Vossenack, die Sekundarschule Jülich, die Gesamtschulen in Aldenhoven-Linnich, Langerwehe und Niederzier/Merzenich sowie die Goltstein-Hauptschule in Inden. Außerdem gibt es Grundschulen in vielen Kommunen.
Zur beruflichen Weiterbildung dienen in Düren unter anderem die drei Berufskollegs: die Kaufmännischen Schulen, das Nelly-Pütz-Berufskolleg und das Berufskolleg für Technik sowie besondere Einrichtungen wie das Berufsförderungswerk Düren. In Jülich gibt es ebenfalls ein Berufskolleg und eine Fachoberschule für Ernährung. Hinzu kommen die Angebote der Volkshochschule Rur-Eifel.
Das überregional bekannte Forschungszentrum Jülich entstand aus einer 1956 gegründeten Kernforschungsanlage und erhielt 1990 seinen heutigen Namen. Die Wissenschaftler beschäftigen sich vor allem mit Physik und Supercomputern. Am Campus Jülich bildet die FH Aachen Ingenieure aus.

### Verkehr

#### Radwege
Der RurUfer-Radweg erstreckt sich am Flussufer entlang von Süden nach Norden durch den Kreis Düren. Von Heimbach geht die Strecke an Nideggen und dem Stausee Obermaubach entlang nach Kreuzau. Dann führt sie quer durch Düren, bevor der nördlichste Streckenabschnitt an Jülich und Linnich vorbei führt. Der RurUfer-Radweg gehört zum Radwegenetz von Nordrhein-Westfalen und ist mit rot-weißen Schildern ausgewiesen.
Weitere große Radwege, die durch den Kreis Düren verlaufen, sind die Wasserburgen-Route, die Grünroute und der Bahnradweg.

#### Bus und Bahn

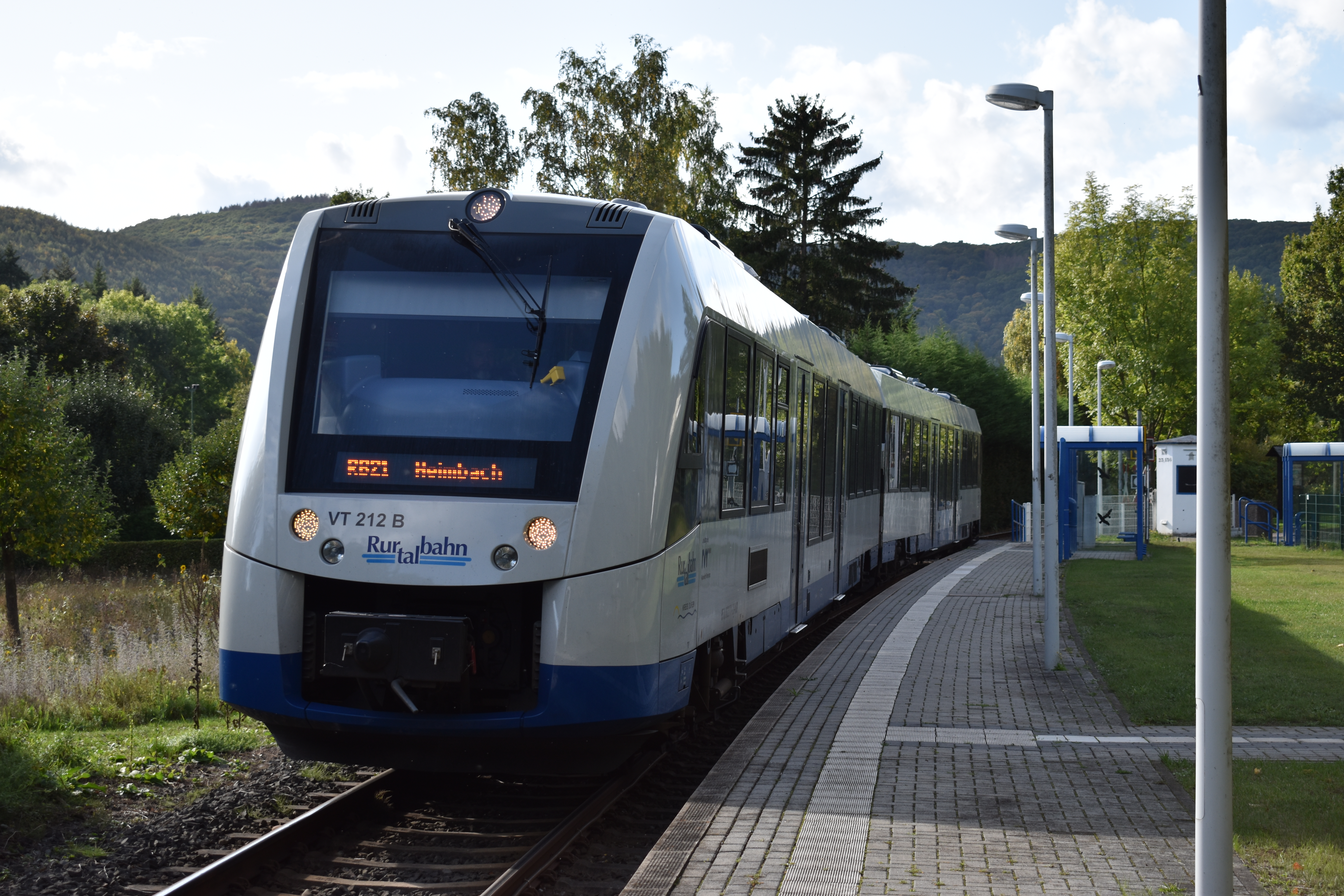
Rurtalbahn (2019)

Im gesamten Kreisgebiet und auch darüber hinaus betreibt die Rurtalbus GmbH ein Netz von Buslinien. Bis Ende 2019 war dafür die Dürener Kreisbahn (DKB) zuständig. Der Kreis Düren gehört dem Aachener Verkehrsverbund (AVV) an. Jedoch gelten auf einigen Strecken auch die Tarifbestimmungen des angrenzenden Verkehrsverbundes Rhein-Sieg (VRS).
Für den ÖPNV gibt es außerdem die Rurtalbahn. Sie fährt auf den Eisenbahnstrecken Jülich – Düren und Düren – Heimbach entlang der Rurschiene. Die Strecken übernahm die DKB 1993 und sie gehörten zu den ersten Strecken der Bundesbahn, die privatisiert wurden. Im Juni 2002 wurde die Bahnlinie von Jülich bis Linnich für den Personenverkehr reaktiviert. Ende 2009 wurde die Euregiobahn von Weisweiler bis zum Bahnhof Düren durchgebunden. Die Bördebahn von Düren über Zülpich nach Euskirchen wurde schrittweise wieder in Betrieb genommenen verkehrt seit dem Jahreswechsel 2022/23 im Stundentakt.
Am Bahnhof Düren treffen die verschiedenen Bahnlinien aufeinander. Der Bahnhof liegt an der Schnellfahrstrecke Köln–Aachen mit Regionalexpress-Linien der Deutschen Bahn. Am Wochenende halten hier auch einzelne Züge des Fernverkehrs.

#### Straßen
Der Kreis ist über mehrere Autobahnen erreichbar. Die Bundesautobahn 4 durchquert den Kreis Düren in West-Ost-Richtung in Höhe der Kreisstadt. Die A 44 verläuft bei Jülich. Das Autobahndreieck Jackerath (inklusive der Abfahrt) an der A 61 liegt zudem noch im Kreisgebiet. Damit gibt es direkte Verbindungen in die Großstädte Köln, Düsseldorf und Aachen sowie Anschlüsse nach Belgien und in die Niederlande.
Mehrere Bundesstraßen führen durch das Kreisgebiet. In Düren kreuzen sich die B 56 und die B 264. Aus südwestlicher Richtung kommt die B 399 hinzu. In Nord-Süd-Richtung auf Höhe von Nörvenich verläuft die B 477. Im Nordkreis rund um Jülich befinden sich die B 55 und die B 57.
Am 1. Juli 1956 wurde dem Landkreis Düren das bis heute gültige Kfz-Kennzeichen DN zugewiesen. Es wird durchgängig bis heute ausgegeben. Durch die Kennzeichenliberalisierung wurden außerdem die  Unterscheidungszeichen JÜL für Jülich (seit dem 17. November 2012) sowie SLE für Schleiden und MON für Monschau im Kreis Düren (seit dem 15. Juli 2015) verfügbar.

#### Flugverkehr
Der 1956 von den Engländern gebaute Fliegerhorst Nörvenich ist die größte militärische Einrichtung im Kreisgebiet. Beim Taktischen Luftwaffengeschwader 31 „Boelcke“ sind Eurofighter stationiert.
Siehe auch: Segelfluggelände Düren-Hürtgenwald und Ultraleichtfluggelände Vettweiß-Soller.

## Persönlichkeiten
Zahlreiche bekannte Persönlichkeiten stammen aus dem Kreis Düren oder sind damit verbunden. Dazu gehören historische Personen wie die Grafen von Jülich, Ärzte der Familie Siebold, Künstler wie Heinrich Böll, Sportler wie Toni Schumacher und Unternehmen wie die Familien Hoesch und Schoeller.
Weitere Namen sind in der Liste von Persönlichkeiten der Stadt Düren und den entsprechenden Abschnitten der einzelnen Ortsartikel aufgeführt.